# Neftçi PFK
Neftçi PFC Bakı (azerbajdžansko: Neftçi Peşəkar Futbol Klubu), znan tudi kot Neftchi in Neftçi je azerbajdžanski nogometni klub iz glavnega mesta Baku. Ustanovljen je bil 18. marca 1937 in aktualno igra v 1. azerbajdžanski nogometni ligi.
Neftçi ima z domačih tekmovanj 8 naslovov državnega prvaka in 2 naslova državnega podprvaka, 6 naslovov prvaka in 4 naslove podprvaka ligaškega pokala ter 2 naslova prvaka in 1 naslov podprvaka ligaškega superpokala. Najvidnejši evropski rezultat Neftçija pa je uvrstitev v skupinski del Evropske lige v sezoni 2012/13, kjer je v skupini s srbskim Partizanom, italijanskim Interjem in ruskim Rubin Kazanom osvojil četrto mesto (0 zmag, 3 remiji, 3 porazi).
Domači stadion Neftçija je Bakcell Arena, ki sprejme 11.000 gledalcev. Barvi dresov sta črna in bela. Nadimki nogometašev pa so Flaqman ("Vodilni"), Neftçilər ("Naftni delavci") in Xalq komandası ("Ljudska ekipa").

## Rivalstvo
Največji rival Neftçija je Hazar Lankaran, saj kluba geografsko predstavljata sever in jug Azerbajdžana.